# Droga wojewódzka nr 596
Droga wojewódzka nr 596 (DW596) – droga wojewódzka w północnej Polsce w województwie warmińsko-mazurskim przebiegająca przez teren powiatów kętrzyńskiego i olsztyńskiego. Droga ma długość 24 km. Łączy miejscowość Mnichowo z miastem Biskupiec.

## Przebieg drogi
Droga rozpoczyna się w miejscowości Mnichowo (3 km od miasta Reszel), gdzie odchodzi od drogi wojewódzkiej nr 593. Następnie kieruje się w stronę południowo - zachodnią i po 24 km dociera do Biskupca, gdzie dołącza się do drogi krajowej nr 57. Droga posiada walory trasy widokowej, ze względu na położenie na malowniczych terenach Pojezierza Mrągowskiego.

## Miejscowości leżące przy trasie DW596
- Mnichowo
- Samławki
- Kabiny
- Bęsia
- Węgój
- Zameczek
- Biskupiec